# Blepharita aterrima
Blepharita aterrima är en fjärilsart som beskrevs av Cortni. Blepharita aterrima ingår i släktet Blepharita och familjen nattflyn. Inga underarter finns listade i Catalogue of Life.